# Jack Reacher (Film)
Jack Reacher ist ein US-amerikanischer Action- und Kriminalfilm des Regisseurs Christopher McQuarrie aus dem Jahr 2012. In den Hauptrollen sind Tom Cruise, Rosamund Pike und Richard Jenkins zu sehen. Die Handlung wurde frei nach dem Roman One Shot von Lee Child adaptiert. Der Kinostart in den Vereinigten Staaten wurde aus „Respekt vor den Opfern des Amoklaufs in Newtown und ihren Familien“ vom 16. auf den 21. Dezember 2012 verschoben. Der Kinostart in Deutschland war am 3. Januar 2013.
Der Film spielte weltweit ca. 219 Millionen US-Dollar ein. 2016 erschien die Fortsetzung Jack Reacher: Kein Weg zurück.

## Handlung
In Pittsburgh, Pennsylvania, stellt ein Mann einen Van in einem Parkhaus am Allegheny River ab. Direkt auf der anderen Seite des Flusses sieht man das Sportstadion PNC Park. Nach Einwurf einer Münze in die Parkuhr bereitet er sein Scharfschützengewehr vor. Er zielt und erschießt fünf scheinbar zufällig ausgewählte Menschen auf der Uferpromenade vor dem Stadion. Anschließend flüchtet er in dem Van.
Als die Polizei unter der Leitung von Detective Emerson eintrifft, entdeckt dieser eine Patronenhülse sowie die Münze, die verwendet wurde, um für das Parken zu bezahlen. Ein Fingerabdruck von der Münze wird mit der Verbrecherdatei abgeglichen, und es gibt eine Übereinstimmung mit James Barr, einem ehemaligen US-Army-Scharfschützen. Als die Polizei sein Haus durchsucht, findet sie den Van, die Ausrüstung zur Herstellung von Patronen und die Tatwaffe. Der schlafend angetroffene Barr wird verhaftet.
Während des Verhörs durch Emerson und den Bezirksstaatsanwalt Alex Rodin schreibt der schweigende Barr Get Jack Reacher auf einen Notizblock. Als die Ermittler noch rätseln, wie sie den anonym in den USA herumvagabundierenden Reacher – einen hochdekorierten Kriegsveteranen mit beeindruckenden Leistungen als Ermittler bei der Militärpolizei – kontaktieren können, taucht dieser in ihrem Büro auf, nachdem er in den Nachrichten einen Bericht über den Fall gesehen hat. Inzwischen wurde Barr während eines Gefangenentransports brutal von Mithäftlingen angegriffen und liegt im Koma. Reacher trifft Barrs Verteidigerin, Helen Rodin – Tochter des Staatsanwalts – die versucht, Barr vor der Todesstrafe zu retten.
Helen bietet Reacher an, dafür zu sorgen, dass er die Beweise zu sehen bekommt, wenn er im Gegenzug eigene Ermittlungen anstellt. Reacher erwidert, dass er nicht daran interessiert sei, Barr vor der Todesstrafe zu schützen, und berichtet, dass Barr während des Irakkriegs vier Personen mit dem Scharfschützengewehr getötet habe. Für diese Tat sei er nie angeklagt und die Tat selbst in der US-Armee vertuscht worden, da sich bei den Ermittlungen herausgestellt habe, dass die Getöteten zuvor selbst schwere Verbrechen begangen hätten. Reacher habe Barr damals eindringlich gewarnt, dass er im Wiederholungsfall zurückkommen würde, um ihn seiner gerechten Strafe zuzuführen.
Reacher erklärt sich bereit, Ermittlungen zu beginnen, unter der Bedingung, dass Helen die Familien der Opfer besucht, um mit ihnen ins Gespräch zu kommen. Reacher untersucht den Tatort und liest die Akten. Ihm kommt es von Anfang an merkwürdig vor, wie glatt die Ermittlungen liefen und dass der Täter so unvorsichtig war, eine Parkuhr zu benutzen und so seine Fingerabdrücke zu hinterlassen. Er findet weitere Unstimmigkeiten. Ein ausgebildeter Schütze würde die Morde aus einem Van heraus von der nahe gelegenen Fort-Duquesne-Brücke begangen haben, wo er – neben anderen Vorteilen – zu dieser Tageszeit die Sonne im Rücken und nicht gegen sich gehabt hätte. Helen und Reacher finden heraus, dass die Eigentümerin eines lokalen Bauunternehmens das eigentliche Ziel des Anschlags war. Mit der gleichzeitigen Tötung anderer zufällig ausgewählter Opfer sollte diese Tatsache vertuscht werden.
Nach einer provozierten Schlägerei wird Reacher klar, dass jemand versucht, seine Nachforschungen zu unterbinden. Er glaubt auch, dass die Täter Verbündete in den Reihen der Polizei haben. Reacher wird wenig später für den Mord an der jungen Frau verantwortlich gemacht, die dafür bezahlt wurde, einen fingierten Grund für die Schlägerei zu liefern. Reacher entkommt der Polizei und fährt auf Barrs Spuren zu einem Schießstand im benachbarten Bundesstaat Ohio, dessen Eigentümer, der ehemalige US Marine Corps Gunnery Sergeant Cash, erst mit ihm redet, nachdem Reacher auf dem Schießübungsplatz seine Scharfschützen-Fähigkeiten unter Beweis gestellt hat. Reacher findet hier den Bezug von Barr zum Mordschützen.
Die wahren Täter sind Mitglieder einer osteuropäischen Baumafia, der die getötete Geschäftsfrau ihr Unternehmen nicht verkaufen wollte. Der Führer dieser Bande verbrachte einen Großteil seines Lebens in einem sowjetischen Gulag und ist nur unter dem Pseudonym Zec Tschelovek (deutsch in etwa: Gefangener Mensch) bekannt. Die Bande entführt Helen mit Hilfe ihres Komplizen Emerson und hält sie als Geisel in einem Steinbruch fest, um Reacher herbeizulocken. Reacher überlistet die Wachen und tötet sie mit Cashs Hilfe. In einem Baucontainer, in dem Helen gefangen gehalten wird, tötet Reacher Emerson und stellt Zec zur Rede. Zec gibt sich entspannt. Er sagt Reacher, dass die anderen Bandenmitglieder, die von Reacher getötet wurden, die einzigen Zeugen gegen ihn waren. Somit werde Reacher derjenige sein, der – immer noch des Mordes verdächtig – ins Gefängnis wandern werde. Reacher erschießt Zec. Als ihn die entsetzte Helen darauf anspricht, sagt er ihr, dass er für Gerechtigkeit gesorgt habe.
Da Reacher ein gesuchter Mann ist, verlassen Reacher und Cash den Steinbruch vor Eintreffen der anrückenden Polizei. Vorher verspricht Helen ihm jedoch, seinen Namen reinzuwaschen. Als Barr aus dem Koma erwacht, erzählt er Helen, dass er keine Erinnerungen mehr an die jüngste Vergangenheit habe. Er glaubt, dass er schuldig sei. Barr rekonstruiert anhand von Fotos, wie er die Erschießungen begangen haben würde. Dass diese Überlegungen nicht dem tatsächlichen Tathergang entsprechen, ist ein Indiz für Barrs Unschuld. In der Schlusssequenz sitzt Reacher in einem Reisebus und greift in eine Auseinandersetzung eines Pärchens ein.

## Produktion
Der Film wurde von Regisseur Christopher McQuarrie gedreht, der bereits bei dem im Jahr 2008 erschienenen Film Operation Walküre – Das Stauffenberg-Attentat mit Tom Cruise zusammengearbeitet hatte. Das Drehbuch schrieb McQuarrie gemeinsam mit Josh Olson, wobei die gleichnamige Buchreihe von Lee Child als Vorlage diente. Ursprüngliche war der Romantitel One Shot auch als Filmtitel angedacht. Drehort des Films war Pittsburgh. Die Produktion übernahm Paramount Pictures.
Zunächst galten Brad Pitt, Hugh Jackman, Vince Vaughn, Jamie Foxx und Will Smith als mögliche Hauptdarsteller. Im Juni 2011 wurde Tom Cruise die Rolle des Jack Reacher angeboten. Kritisch wurde angeführt, dass Tom Cruise zu klein sei, um die 1,95 m große Romanfigur zu verkörpern. Lee Child gab dazu an, dass es unmöglich sei, das literarische Werk originalgetreu zu verfilmen, er die Darstellung durch Tom Cruise jedoch begrüße. Darüber hinaus sagte er, die Größe des Jack Reacher stehe als Metapher dafür, dass er nicht aufzuhalten sei, was Tom Cruise „auf seine eigene Art“ darstellen könne. Auf die Frage, ob man die Rolle nicht mit einem größeren Schauspieler hätte besetzen können, antwortete er, dass man in dem Fall eventuell 100 % der Körpergröße, aber nur „90 % von Reacher“, mit Tom Cruise in der Rolle jedoch „100 % Reacher“ mit 90 % der Körpergröße, erreiche.
Hayley Atwell, Brit Marling und Alexa Davalos wurden für die Rolle der Helen Rodin geprüft. Lee Child hat im Film einen Cameo-Auftritt als Polizist, der Jack Reacher seine persönlichen Sachen zurückgibt, als er das Gefängnis wieder verlässt. Der Gangsterboss benutzt das Pseudonym Zec Tschelovek (Gesprochen eher: Sjek), das sich aus dem russischen заключенный und человек zusammensetzt und gefangener Mensch bedeutet.

## Besetzung und Synchronisation
Die deutsche Synchronisation des Films wurde von der Berliner Synchron AG übernommen. Das Dialogbuch stammt von Clemens Frohmann.

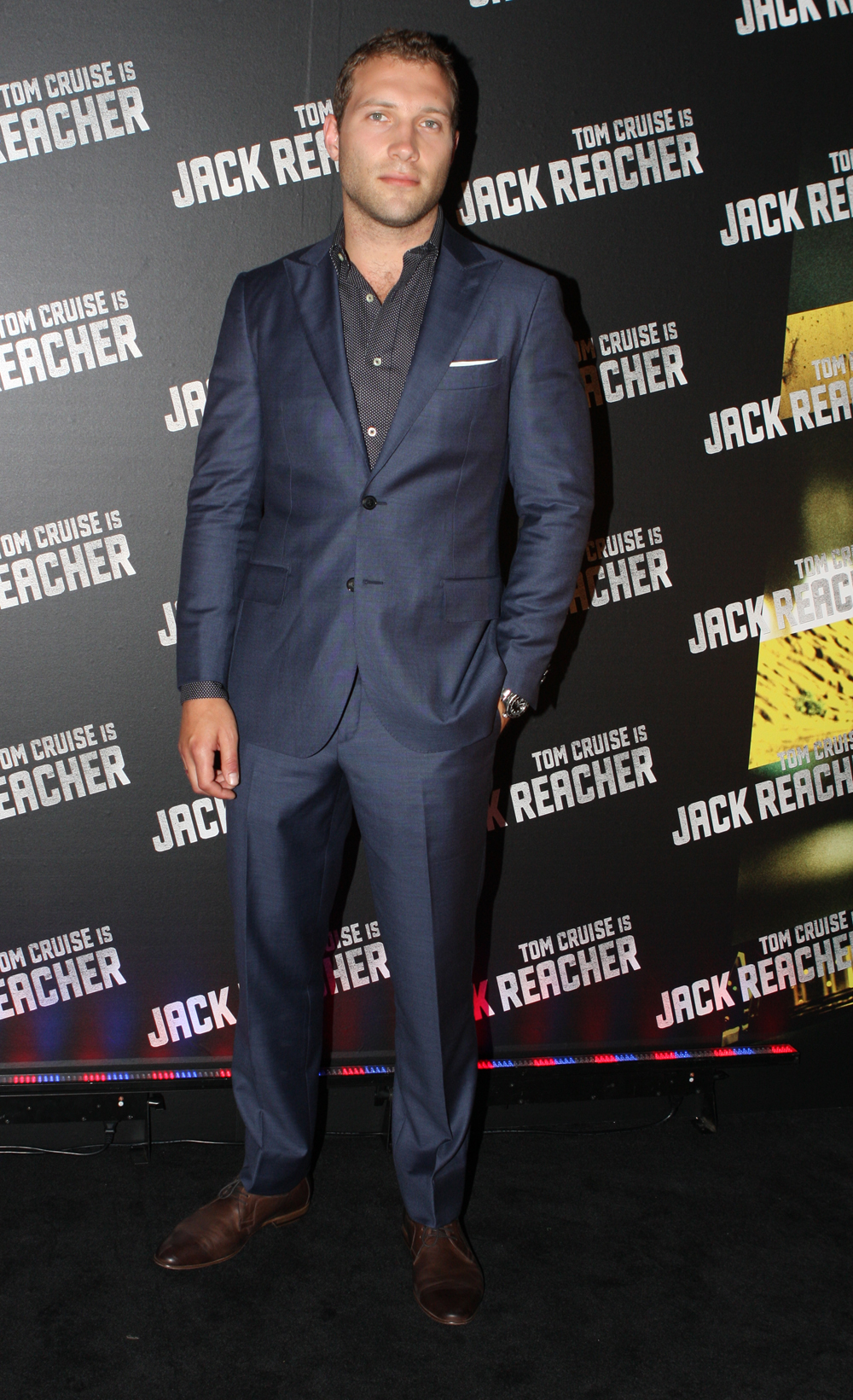
Jai Courtney spielt Charlie

| Figur             | Darsteller         | Deutscher Sprecher       |
| ----------------- | ------------------ | ------------------------ |
| Jack Reacher      | Tom Cruise         | Patrick Winczewski       |
| Helen Rodin       | Rosamund Pike      | Ranja Bonalana           |
| Alex Rodin        | Richard Jenkins    | Bodo Wolf                |
| Detective Emerson | David Oyelowo      | Michael Iwannek          |
| Charlie           | Jai Courtney       | Karlo Hackenberger       |
| Zec Tschelovek    | Werner Herzog      | Werner Herzog            |
| James Barr        | Joseph Sikora      | Dennis Schmidt-Foß       |
| Sandy             | Alexia Fast        | Julia Stoepel            |
| Jeb Oliver        | Josh Helman        | Roman Wolko              |
| Martin Cash       | Robert Duvall      | Friedrich Georg Beckhaus |
| Rob Farrior       | James Martin Kelly | Roland Hemmo             |

## Kritiken
Jack Reacher erhielt ein durchwachsenes Presseecho, was sich auch in den Auswertungen US-amerikanischer Aggregatoren widerspiegelt. So erfasst Rotten Tomatoes mehrheitlich wohlwollende Besprechungen und ordnet den Film dementsprechend als „frisch“ ein. Laut Metacritic fallen die Bewertungen im Mittel „Gemischt oder Durchschnittlich“ aus.

„Christopher McQuarrie verdichtet und strafft die Vorlage zu einem flotten Action-Thriller, in dem es so spannend und rasant zugeht, dass gar keine Zeit bleibt, groß über inhaltliche Zusammenhänge nachzudenken. So fällt es dann kaum auf, wenn die Bösewichte, die ihren ursprünglichen Coup noch genial eingefädelt haben, sich bei der späteren Auseinandersetzung mit Jack Reacher ganz schön dumm anstellen. Hier zählt vor allem die coole Attitüde, erzählerische Tiefe lässt sich da kaum erwarten. […] Jack Reacher ist ein spannender und kurzweiliger Action-Thriller mit einem coolen Tom Cruise und hoher Schlagzahl, wenn auch ohne ganz große Höhepunkte.“

„An Actionthriller der 1970er-Jahre angelehntes ‚Hard Boiled‘-Drama um einen Rächer, der in Dirty Harry-Manier am Rechtsstaat vorbei für Ordnung sorgt. Ein mit genreüblichen Action-Schauwerten prunkender, geradlinig erzählter Film, der sich vor allem durch seine Besetzung vom Gros ähnlicher Filme abhebt.“

Bezugnehmend auf den Umstand, dass der Bösewicht von Werner Herzog gespielt wird:

„Jedenfalls umgibt Herzog seine Figur namens ‚The Zec‘, über die man nur erfährt, dass sie lange Zeit in einem russischen Gefangenenlager zugebracht hat, mit einer geheimnisvoll-bedrohlichen Aura und macht sie damit zu einem adäquaten Gegenspieler des Titelhelden, der ebenfalls als Phantom eingeführt wird. Das macht aus diesem soliden, aber nicht sonderlich originellen Genrefilm dann doch etwas Besonderes.“

„Für Freunde des neuen deutschen Kinos bietet dieser amerikanische Genrefilm mithin einen kuriosen Hingucker. Und wer Tom Cruise als Actionhelden mag, wird sich freuen, dass ihm Sweatshirt und Lederjacke mit 50 noch so stehen wie zu Zeiten von Top Gun.“

## Fortsetzung und Neuauflage
Am 9. Dezember 2013 kündigten Paramount Pictures und Skydance Productions die Entwicklung einer Fortsetzung an, die auf dem 2013 ebenfalls von Lee Child erschienenen Roman Never Go Back basieren soll. Der Film lief ab dem 10. November 2016 in den deutschen Kinos.
Im November 2018 wurde bekannt, dass die Filmreihe um Jack Reacher als Serie neu aufbereitet werden soll. Nicht dabei ist Tom Cruise, der in den Kino-Adaptionen von Christopher McQuarrie und Edward Zwick die Hauptrolle übernahm. Laut Lee Child, der für die Romanvorlage verantwortlich zeichnet, besitzt Cruise mit seiner Körpergröße von nur etwa 1,70 Meter nicht die erforderliche Körperlichkeit, um die Titelfigur weiter zu verkörpern. Anstelle von Tom Cruise wurde die Rolle des Jack Reacher mit dem knapp 1,90 Meter großen und 20 Jahre jüngeren Alan Ritchson besetzt.
Die Erstveröffentlichung der neuen Serie erfolgte am 4. Februar 2022 auf Amazon Prime Video.